# Wiadomości Polskiego Autokefalicznego Kościoła Prawosławnego
Wiadomości Polskiego Autokefalicznego Kościoła Prawosławnego – ogólnopolski prawosławny miesięcznik, będący oficjalnym organem Polskiego Autokefalicznego Kościoła Prawosławnego. Ukazuje się od 1971 roku w Warszawie, początkowo jako kwartalnik, od 1998 roku jako miesięcznik. Tematyka pisma obejmuje informacje o historii, nauczaniu i aktualnej sytuacji prawosławia w Polsce. Czasopismo ukazuje się w języku polskim. 